# جان باول لورو
جان باول لورو (بالإسبانية: Jean Paul Leroux) هو ممثل فنزويلي، ولد في 1901 بكاراكاس في فنزويلا.

## وصلات خارجية
- جان باول لورو على موقع IMDb (الإنجليزية)
- جان باول لورو على موقع قاعدة بيانات الفيلم (الإنجليزية)